# 司みのり
司 みのり（つかさ みのり、1945年2月27日 - ）は、日本の女優。大阪府大阪市出身。旧芸名は森下 昌子。

## 来歴
大映京都撮影所4期ニューフェイスに合格。森下昌子名義で4年間在籍の後、東宝芸能関西（旧大宝芸能）に10年所属。梅田コマ劇場、南座、御園座、中日劇場などの舞台やTV時代劇、CM、ラジオ等に出演。「東宝芸能関西」解散後はフリーで、明治座、新歌舞伎座等の舞台に、東映TVにも出演。

## 出演

### 映画
森下昌子名義、大映
- 悪名幟（1965年） - びっくり鍋の女中
- 処女が見た（1966年） - 節子
- 殿方御用心（1966年） - 新聞部の部長
- 座頭市地獄旅（1966年） - 鎌作の女中
- 兵隊やくざ脱獄（1966年） - 八重子
- 大魔神（1966年） - りん
- 東京博徒（1967年） - 踊り子
- 若い時計台（1967年） - BG

司みのり名義
- 大奥(秘)物語（1967年） - 部屋子
- 続 大奥 (秘)物語 - 山田五十鈴付き御中臈 - 浪路
- 古都（2016年） - 山田

### TVドラマ
※すべて司みのり名義
- 銭形平次（大川橋蔵主演）
- 夕映えの女 - 御赦免になる水茶屋の女、市原悦子の妹分
- 蛍火の女 - 親分の女で藤間紫の朋輩
- 風 - 天草四郎時貞の娘 　「園枝」ー天草の残党に利用され、父の無念を晴らす為に江戸城の炎上を画策する
- 仮面の忍者赤影 - 悪者に家族を殺すと脅され井戸に毒物を入れる娘
- 源九郎旅日記 葵の暴れん坊
- 江戸を斬る
- 水戸黄門 （TBS / C.A.L）
  - 第12部
    - 第3話「黄門様の盗っ人仁義 ‐府中-」（1981年） - ふじやの女中
    - 第27話「瞼の母娘にめぐる春 ‐江戸・水戸‐」（1982年） - 提重の女
- 暴れん坊将軍II 「哀れ残んの花散りぬ」 - お方様付きの侍女:お袖
- 暴れん坊将軍III おもん
- 吉宗評判記 暴れん坊将軍

### CM
- 扶桑薬品
- ヤンマーディーゼル
- 世界長
- 小倉屋山本
- ニプロ医工
- 鶯ボウロ
- ナショナルドライヤー

### ラジオ
- 司みのりのショートメモショート